# Jean-Charles Monneraye
Jean-Charles Monneraye (Vannes, 25 agosto 1980) è un pallavolista francese.